# Kleine wasbloem
De kleine wasbloem (Hoya bella) is een plant uit de maagdenpalmfamilie (Apocynaceae). De plant heeft dunne, tot 80 cm lange stengels met korte hechtwortels, waarmee de plant zich aan bomen en rotsen vasthecht. De plant heeft succulente, tegenoverstaande bladeren die gepunt ovaal zijn met een lengte van gemiddeld 2-3 centimeter. De plant komt oorspronkelijk voor in India, Thailand, en Myanmar.
De bloeiwijze heeft een 1 cm lange steel, waaruit individuele bloemstelen ontspringen. Hieraan groeien bloemschermen met tot tien bloemen. De kelkbladen zijn tot 2 mm lang en zitten verborgen onder de witte 1 cm brede bloemkroon. Bovenop de bloemkroon zit nog een, kleinere, stervormige, roodpaarse bijkroon. De bloemen beginnen vanaf zonsondergang sterk te geuren en worden dan bestoven door insecten. De vruchten zijn langwerpig, toegespitst en 3-5 cm × 0,2-0,5 cm groot.

## Sierplant
De plant wordt in warme klimaatzones vaak als hangplant of geleide klimplant gehouden en in gematigde klimaatzones als kamerplant of kasplant. Meestal wordt er voor gekozen om de soort als hangplant te gebruiken, maar hij kan ook geleid worden langs een rekje of een boog.
Wanneer de knoppen zich vertonen kan het verplaatsen van de plant leiden tot knopval. De plant gedijt het best bij 18-24 °C overdag en in de nacht tussen de 14-16 °C. De potgrond dient doorlatend te zijn en de watergift matig. Benevelen is in de groeiperiode gewenst.